# 421 v.Chr.
Het jaar 421 v.Chr. is een jaartal volgens de christelijke jaartelling.

## Gebeurtenissen

### Griekenland
- Begin van de bouw van het Erechtheum. Het bouwwerk wordt in 406 v.Chr. voltooid.
- Vrede van Nicias: Een tijdelijk bestand in de Peloponnesische Oorlog. Het verdrag wordt geaccepteerd door Sparta en de bondgenoten van Sparta, behalve Boeotië, Korinthe, Elis en Megara.
- Aristophanes schrijft Eirene (Vrede).

### Italië
- De Samnieten veroveren Capua en Cumae, een Griekse kolonie, maar Neapolis (het huidige Napels) blijft onafhankelijk.